# 130° westerlengte
De  130° westerlengte op de Meridiaan van Greenwich is een lengtegraad, onderdeel van geografische positieaanduiding in bolcoördinaten. De lijn loopt vanaf de Noordpool naar de Noordelijke IJszee, Noord-Amerika, de Grote Oceaan, de Zuidelijke Oceaan en Antarctica naar de Zuidpool.
De 130° westerlengte vormt een grootcirkel met de 50° oosterlengte. De meridiaanlijn begint bij de Noordpool en eindigt bij de Zuidpool. De 130° westerlengte gaat door de volgende landen, gebieden of zeeën.
| Land, gebied of zee | Nauwkeurigere gegevens                                                   |
| ------------------- | ------------------------------------------------------------------------ |
| Noordelijke IJszee  |                                                                          |
| Beaufortzee         |                                                                          |
| Canada              | Northwest Territories Yukon Northwest Territories Yukon British Columbia |
| Verenigde Staten    | Alaska                                                                   |
| Canada              | British Columbia, Pitt Island en Banks Island                            |
| Grote Oceaan        | Pitcairneilanden                                                         |
| Zuidelijke Oceaan   |                                                                          |
| Antarctica          | Niet-toegeëigend gebied in Antarctica                                    |